# Analogia
Analogia (do grego αναλογία: analogia, "proporção") consiste em um processo cognitivo de transferência de informação ou significado de um sujeito particular (fonte) para outro sujeito particular (alvo). O termo também pode indicar uma figura de linguagem correspondente a este processo. Em um sentido mais específico, uma analogia corresponde a movimentação do sentido ou um argumento de um substantivo para outro.
A palavra analogia também pode se referir à relação entre fonte e alvo, que pode ser, não necessariamente, uma similitude, como na noção biológica de analogia.

## Utilização
As analogias normalmente têm uma forma de expressão própria que segue o modelo: A está para B, assim como C está para D. Por exemplo, diz-se que: "Os patins estão para o patinador, assim como os esquis estão para o esquiador", ou seja, a relação que os patins estabelecem com o patinador é idêntica à relação que os esquis estabelecem com o esquiador. Normalmente, as analogias são fluidas e uma análise mais detalhada poderá revelar algumas imperfeições na comparação, afinal, esquiar e patinar são atividades parecidas, mas não são exatamente iguais.
A analogia tem um papel muito significativo na resolução de problemas, tomada de decisão, percepção, memória, criatividade, emoção, explicação e comunicação, geralmente por meio de tarefas básicas, como identificação de lugares, objetos e pessoas, por exemplo. A linguagem analógica específica engloba exemplificações, comparações, metáforas, símiles, alegorias e parábolas, mas não metonímias. A analogia é importante não só na linguagem diária e senso comum (provérbios e expressões idiomáticas podem fornecer exemplos de aplicação), mas também na ciência, filosofia e humanidades. Os conceitos de associação, comparação, correspondência, metáfora, semelhança e similitude estão relacionados à analogia.

## Uso de analogias no Direito
Analogia é fonte formal mediata do direito, utilizada com a finalidade de integração da lei, sendo assim um dos métodos de integração do ordenamento jurídico, ou seja, a aplicação de dispositivos legais relativos a casos análogos, ante a ausência de normas que regulem o caso concretamente apresentado à apreciação jurisdicional, a que se denomina anomia.

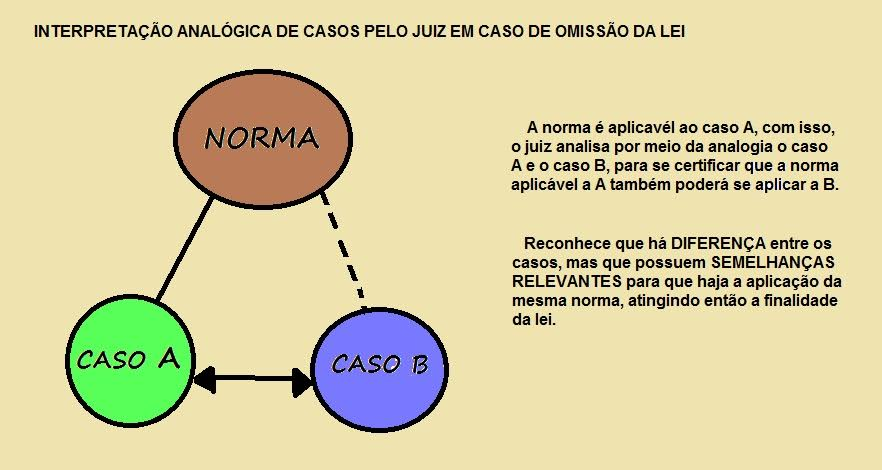
Esquema ilustrado

É um método de interpretação jurídica utilizado quando, diante da ausência de previsão específica em lei, se aplica uma disposição legal que regula casos idênticos, semelhantes, ao da controvérsia. Consiste em uma norma dentro do sistema que é aplicado devido a uma análise. É um artifício em que uma norma feita para um caso concreto se aplica a outra pelas semelhanças relevantes e alcance de finalidade comum. Há semelhanças relativas quanto à finalidade daquela norma.
Para o direito, a analogia seria assim uma forma de solucionar o problema por meio de uma identidade com outro, buscando atender a uma finalidade maior da lei, e nesse sentido, se assemelharia com a Teleologia. As diferentes funções da analogia no âmbito jurídico seriam:
- Solução de casos concretos: nessa situação o aplicador compara o caso em questão com um outro, similar, e aplica analogicamente a mesma lei ou norma, encontrando uma solução semelhante aos dois casos, já que possuíam as mesmas características. No caso de países de sistema common law, a analogia tem um papel mais significativo, uma vez que como não existem normas de aplicação, a semelhança de casos constitui base fundamental para que os juízes solucionem problemas;

- Aplicação de normas: guarda semelhança com a função anterior, de modo que para situações semelhantes, pode-se exigir a aplicação da mesma norma;

- Aplicação no caso de lacunas: para os casos em que a lei é omissa ou obscura, por exemplo, a analogia também poderá ser usada para solucionar este problema.

### Fundamento
O fundamento da aplicação da analogia é o princípio da igualdade, segundo o qual, mutatis mutandis, a lei deve tratar igualmente os iguais, na exata medida de sua desigualdade. O mencionado princípio, exige que os casos semelhantes devam ser regulados por normas semelhantes. O fundamento da analogia repousa sobre a ideia de que os fatos de igual natureza devem possuir igual regulamento, sendo que um fato já regulado por lei pode balizar outro, desde que haja similitude entre ambos.

### Interpretação extensiva X analogia
Na interpretação extensiva, estende-se o conteúdo de uma norma a casos não previstos, mas essa operação se dá sem sair da norma, buscando ampliar o sentido da norma já existente. Já a analogia promove a integração da norma jurídica, e a extensão se dá com base numa norma superior, criando-se, assim, uma nova norma.

### Controvérsias
O uso da analogia não é permitido em todos os países, de modo que, para que sua aplicação seja bem sucedida, é necessário atentar às peculiaridades de cada sistema e especialmente no tocante às peculiaridades de cada caso e também considerando a amplitude do método analógico. Os sistemas de common law, como mencionados acima, têm maior facilidade para aplicação da analogia.
As críticas que tratam das semelhanças entre os casos referem-se especificamente ao fato de que muitas vezes o caso não pode ser isolado de seu contexto, e as peculiaridades do caso interferirão na aplicação correta da lei. O argumento analógico é por vezes, mal visto entre advogados, juristas, estudantes e mesmo juízes, mas deve-se ter em mente que quando utilizado, o aplicador deve esforçar-se ao máximo para justificar a razão de as semelhanças entre os casos serem mais fortes do que as diferenças.
O segundo bloco de críticas ao instituto e de aplicação, que pode abarcar muitos casos similares decididos de diversas maneiras, perdendo-se o caminho para comparar uniformemente. A falta de critérios para o uso da analogia também é um problema recorrente, de modo que para decidir utilizar esse método é necessário ter em mente pelo menos 3 fatores, ainda que subjetivos: as características gerais do ordenamento jurídico; o ramo do direito ao qual pertence a norma em exame; e as características da própria norma.

## Matemática
Em matemática foi desenvolvida uma versão mais formal de analogia, o isomorfismo.

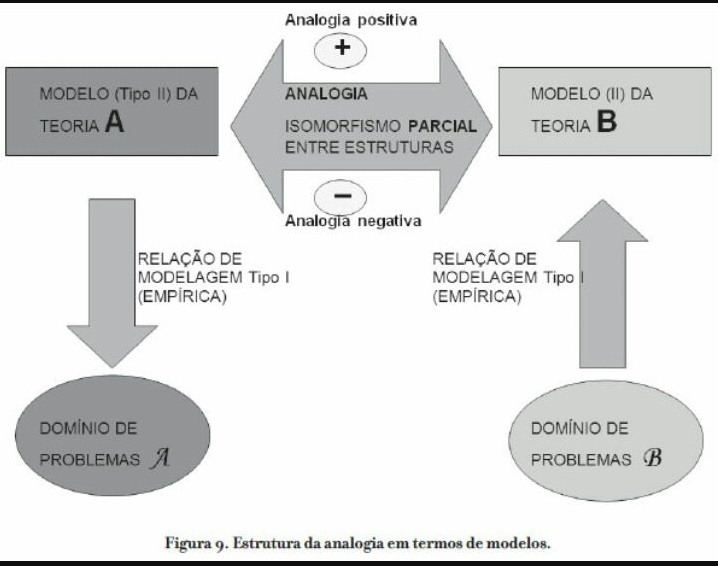
Analogia Positiva e Negativa

## Anatomia
Em anatomia, duas estruturas anatômicas são consideradas análogas quando elas possuem a mesma função, mas não são relacionadas evolutivamente, tais como as pernas de um vertebrado e as patas de um inseto. Estrutura análogas são o resultado de evolução convergente e são diferenciadas de estruturas homólogas.